# Salinenstraße 41 (Bad Kissingen)

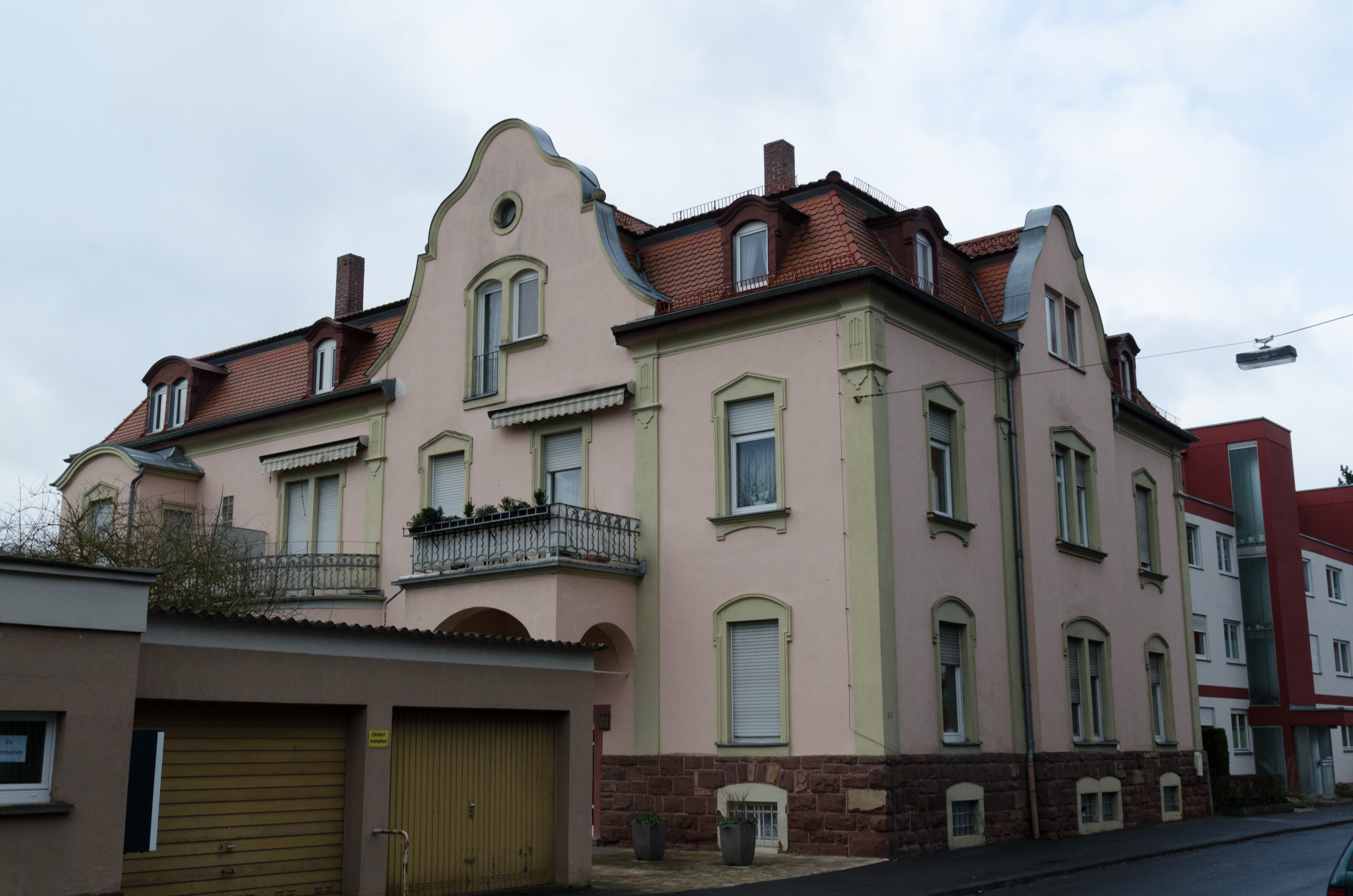
Salinenstraße 41 in Bad Kissingen

Das Anwesen Salinenstraße 41 in der Salinenstraße in Bad Kissingen, der Großen Kreisstadt des unterfränkischen Landkreises Bad Kissingen, gehört zu den Bad Kissinger Baudenkmälern und ist unter der Nummer D-6-72-114-341 in der Bayerischen Denkmalliste registriert.

## Geschichte
Das Wohnhaus wurde in den Jahren 1903/04 vom Bad Kissinger Architekten Carl Krampf errichtet. Bei dem Anwesen handelt es sich um einen zweigeschossigen Mansarddachbau mit geschwungenen Zwerchhausgiebeln und Sandsteingliederung. Es mischt mit seiner teils unregelmäßigen Bauweise, dem Mansarddach und der leicht barockisierenden Gliederung den Historismus der Gründerzeit mit dem Jugendstil.